# Асатов, Убайт
Убайт Асатов — советский хозяйственный, государственный и политический деятель.

## Биография
Родился в 1937 году. Член КПСС.
С 1956 года — на хозяйственной, общественной и политической работе. В 1956—1985 гг. — старший агроном садвинсовхоза № 8, первый секретарь Бухарского райкома комсомола, первый секретарь Бухарского обкома комсомола, начальник облуправления сельского хозяйства, председатель исполкома Навоийского, Каганского районных Советов народных депутатов, директор совхоза «Каган», первый секретарь Каганского райкома партии, заместитель председателя, председатель исполкома Бухарского областного Совета народных депутатов, председатель исполкома Навоийского областного Совета народных депутатов.
Избирался депутатом Верховного Совета Узбекской ССР 9-го, 10-го и 11-го созывов. Делегат XXVI съезда КПСС.
Живёт в Узбекистане.